# Пистико
Пистико (грч. Πιστικό) је насељено место у општини Гребен у периферији Западна Македонија, Грчка. Према попису из 2021. године било је 29 становника.
Према бугарском географу и историчару, Василу Канчову, у Пистику је 1900. године живело 255 Грка муслимана (Валахади). Године 1923. муслиманско становништво је принудно исељено у Турску а на њихово место су насељени мештани околних села. На попису из 1928. године Пистико је имао 80 становника. Село се раније звало Песко.